# Kippeffekt
Der Kippeffekt ist ein Sicherheitsmerkmal von Banknoten. Wie bei einem Wackelbild werden aus verschiedenen Blickwinkeln unterschiedliche Bilder auf das Auge geworfen. Dadurch kann man einerseits erreichen, dass die betreffende Stelle des Geldscheins aus verschiedenen Blickwinkeln unterschiedlich aussieht (unterschiedliche Farbtöne oder Motive); andererseits können auf das linke und das rechte Auge unterschiedliche Bilder geworfen werden, um einen 3D-Effekt zu bewirken.
Der Kippeffekt kann durch Prägedruck oder Linsenrasterbilder erzeugt werden; die vorherrschende Lösung ist das von Landis & Gyr entwickelte Kinegramm.